# درب بهشت
درب بهشت (بالفارسية: درب بهشت) هي مدينة مرتفعة وجبلية وباردة في مدينة جيروفت ومحافظة كرمان، وتقع على طريق بافت - جيروفت تقع في إيران. يقدر عدد سكانها بـ 3,456 نسمة .